# Szaboiella modenesii
Szaboiella modenesii är en tvåvingeart som beskrevs av Salamanna och Raggio 1985. Szaboiella modenesii ingår i släktet Szaboiella och familjen fjärilsmyggor.
Artens utbredningsområde är Italien. Inga underarter finns listade i Catalogue of Life.